# Yūki Nakayama
Yūki Nakayama (jap. 中山 友貴, Nakayama Yūki; * 29. Juli 1987 in Kanazawa) ist ein japanischer Automobilrennfahrer. Er startet seit 2009 in der Super GT.

## Karriere
Nakayama begann seine Motorsportkarriere 2002 im Kartsport, in dem er bis 2004 aktiv war. Unter anderem wurde er 2004 Zweiter in der asiatisch-pazifischen CIK-ICA-Meisterschaft. 2006 wechselte er in den Formelsport. Er trat zunächst in der japanischen Formel Challenge an und wurde mit zwei Siegen Vierter. Es folgten zwei Jahre in der japanischen Formel-3-Meisterschaft. 2007 erreichte er den neunten, 2008 den achten Gesamtrang. Insgesamt erzielte er eine Podest-Platzierung.
2009 wechselte Nakayama in den GT-Sport und startete für Nakajima Racing in der Super GT. Er schloss seine erste Saison auf dem 16. Platz in der Meisterschaft ab. In der nächsten Saison verbesserte er sich auf den 13. Gesamtrang. 2011 erzielte Nakayama die erste Podest-Platzierung in der Super GT und beendete die Saison auf dem zwölften Platz in der Fahrerwertung. 2012 blieb Nakayama in der Super GT. Nach dem dritten Rennen war er ohne Punkte. Darüber hinaus nahm er für HP Real Racing an einem Rennen der Formel Nippon teil.

## Karrierestationen
| - 2002–2004: Kartsport - 2006: Japanische Formel Challenge (Platz 4) - 2007: Japanische Formel 3 (Platz 9) | - 2008: Japanische Formel 3 (Platz 8) - 2009: Super GT (Platz 16) - 2010: Super GT (Platz 13) | - 2011: Super GT (Platz 12) - 2012: Super GT - 2012: Formel Nippon |